# Diadelia parvula
Diadelia parvula là một loài bọ cánh cứng trong họ Cerambycidae.